# Wiślica
Wiślica is een dorp in het Poolse woiwodschap Święty Krzyż, in het district Buski. De plaats maakt deel uit van de gemeente Wiślica en telt 680 inwoners.

## Verkeer en vervoer
- Station Wiślica

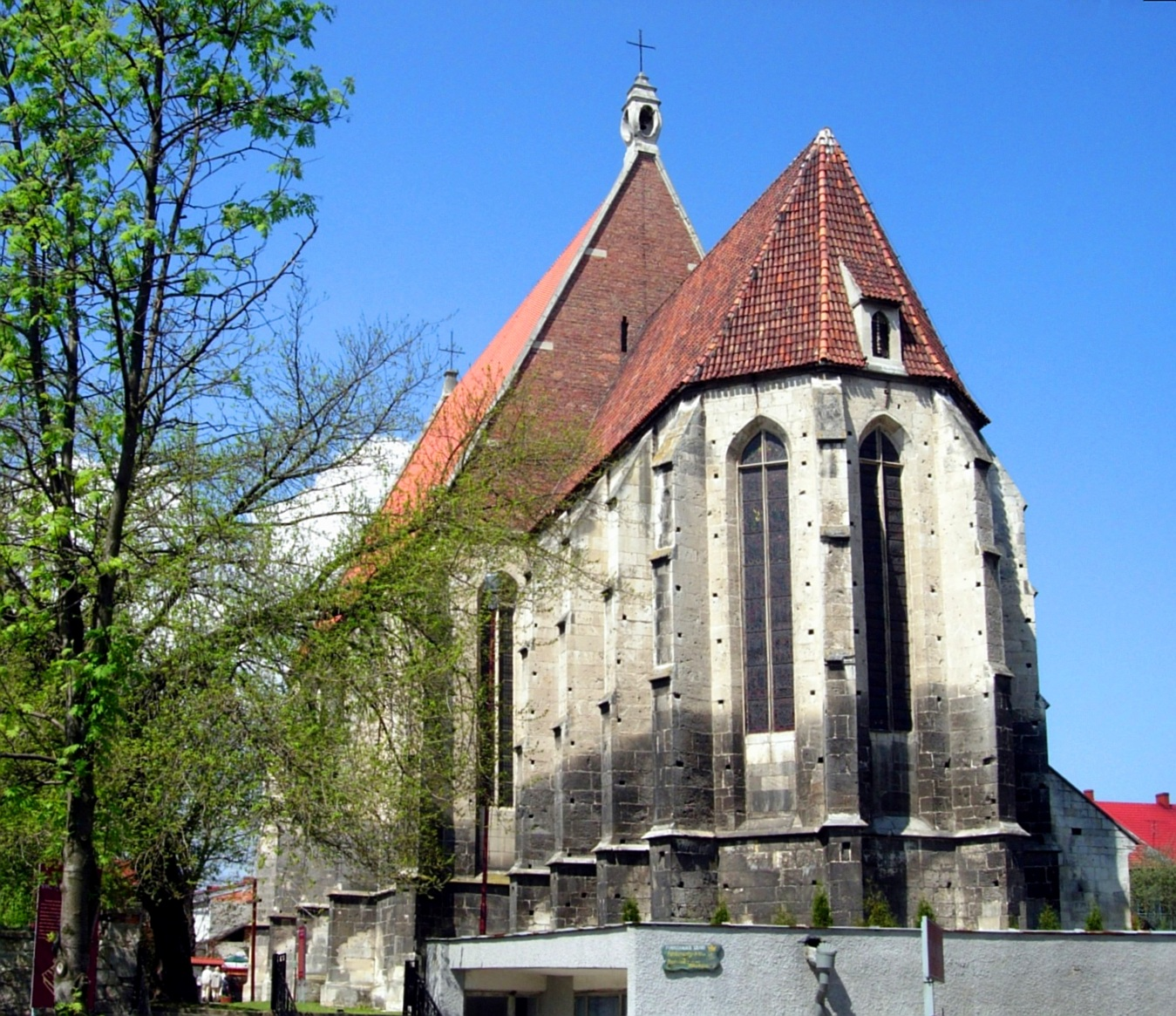
Basiliek Sint Maria
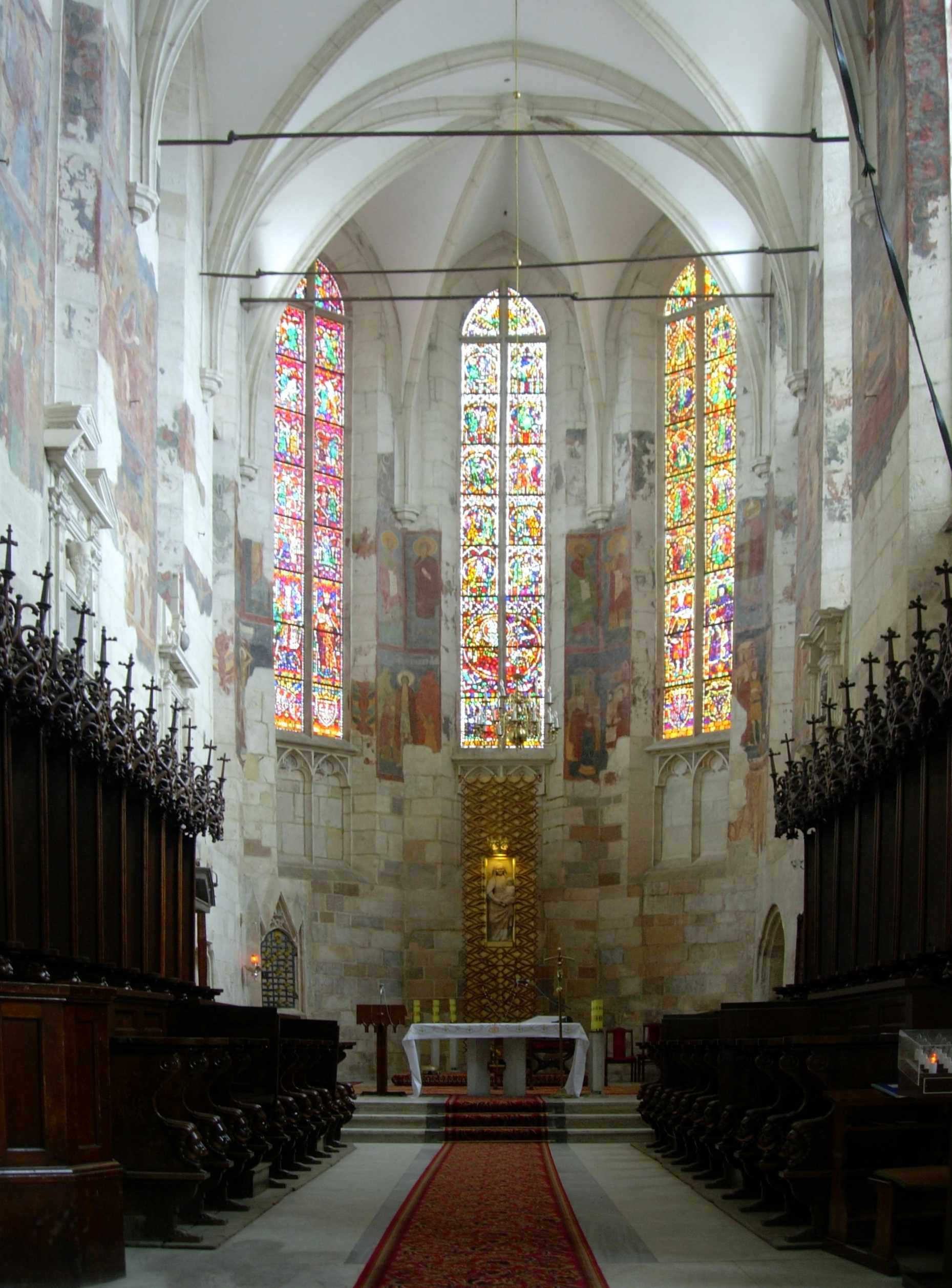
Interieur van de basiliek
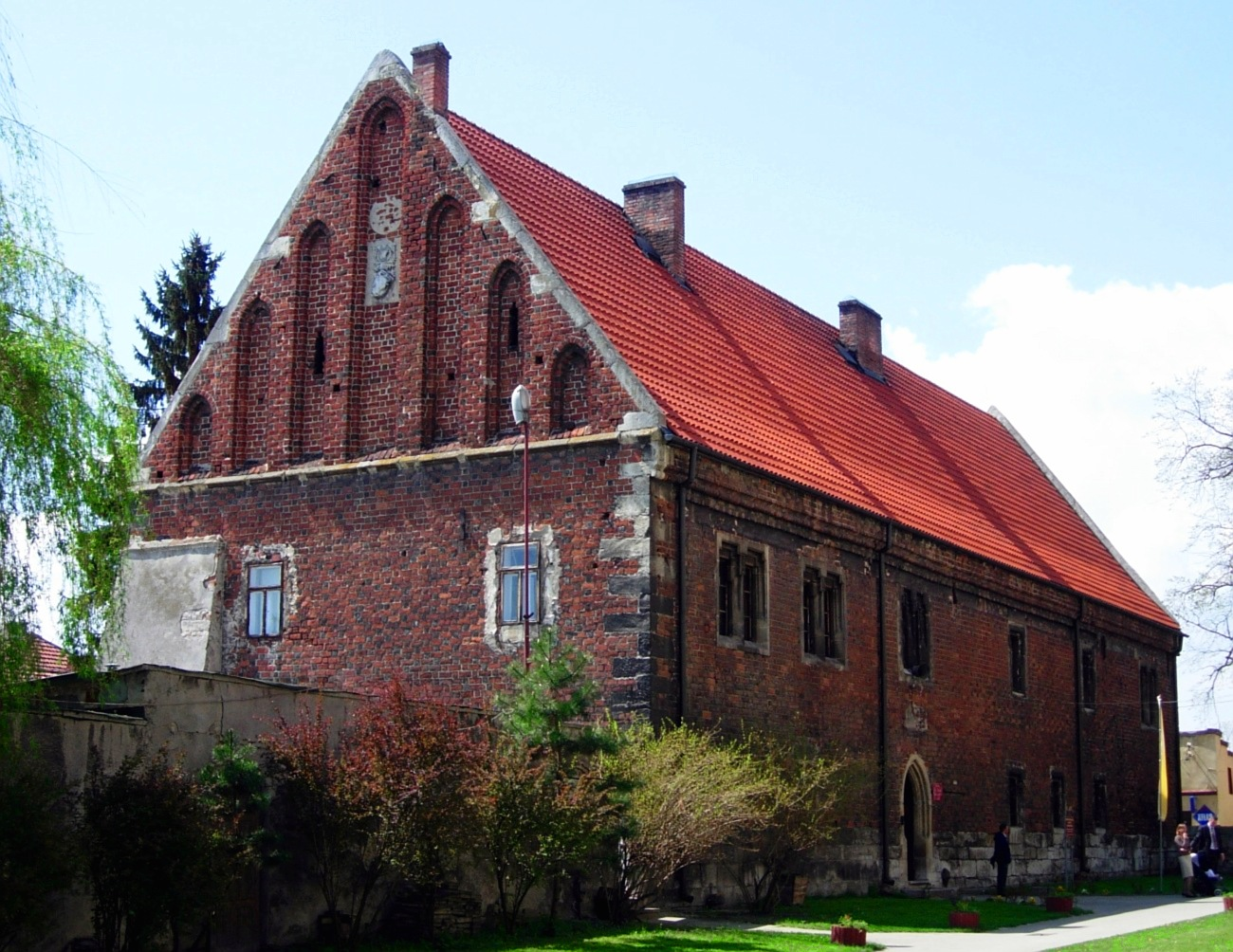
Huis van Jan Długosz